# Friedrich Ihme

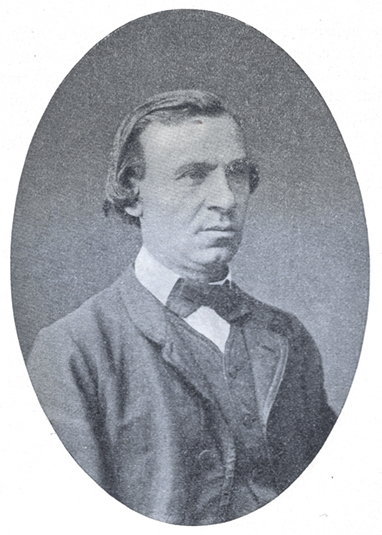
Ihme als Student

Friedrich August Ihme (auch Frédéric Auguste Ihme; * 4. Oktober 1834 in Strasbourg; † 27. November 1915 in Bärenthal) war ein elsässischer evangelisch-lutherischer Theologe.

## Leben
Friedrich August Ihme war der Sohn eines gleichnamigen Kürschners und seiner Frau Frédérique Braun. Er besuchte das Gymnasium in Straßburg, um dann dort von 1851 bis 1857 am protestantischen Seminar Evangelische Theologie zu studieren. Er war im Jahre 1857 einer der Stifter der Wingolfsverbindung Argentina Straßburg. Er schloss sein Studium mit der Arbeit Essai sur les doctrines et le culte des Irvingiens ab, die 1858 in Straßburg veröffentlicht wurde.
Im Konflikt zwischen Bekenntnislutheranern und liberalen bzw. unionistischen Strömungen vertrat Ihme kompromisslos die konfessionell-lutherische Position.
Nach kurzer Zeit als Französischlehrer in Posen wurde er 1859 zum Vikar in Barr ernannt. Weil er jedoch eine Ordination im altlutherischen Ritus wünschte, die der Kircheninspektor Johann Friedrich Bruch ablehnte, wurde er wieder entlassen. Daraufhin holte ihn Pfarrer Wilhelm Horning an Saint-Pierre-le-Jeune protestant (Jung-St-Peter protestantisch) nach Straßburg. Die Ordination erfolgte im gleichen Jahr.
Ihme wurde zum Pfarrer in Niedersteinbach ernannt. Nachdem er eine von Horning und Magnus edierte Kinderbibel mit dem Lutherkatechismus für die Unterweisung ausgewählt hatte, wurde er von seinen Funktionen abberufen. Schließlich wurde er Pfarrer in der kleinen Arbeitergemeinde Mouterhouse. Von 1868 bis 1910 war er 42 Jahre Pfarrer in Baerenthal.
Im Jahre 1875 heiratete er Clara Guericke (1843–1920), Tochter des Theologieprofessors und ersten Pfarrers der altlutherischen Gemeinde in Halle, Ferdinand Guericke. Das Ehepaar hatte sechs Kinder (die drei Söhne wurden alle Pfarrer), zu den Urenkeln gehören der Wirtschaftsinformatiker Falko Ihme sowie der Comiczeichner und Liedermacher Burkhard Ihme.
Ihme war bis zu seinem Tod im Jahre 1915 Präsident der Lutherischen Gesellschaft. 1871 begründete er das Wochenblatt Evangelisch-lutherischer Friedensbote aus Elsaß-Lothringen und verfasste Biographien von Lutheranern und Monographien lutherischer Gemeinden. Außerdem war er Herausgeber eines Gesangbuches mit dem Titel Halleluja im Selbstverlag. Er schrieb Melodien zu Kirchenliedern, von denen sich noch einige in Regionalteilen des Evangelischen Gesangbuchs finden.

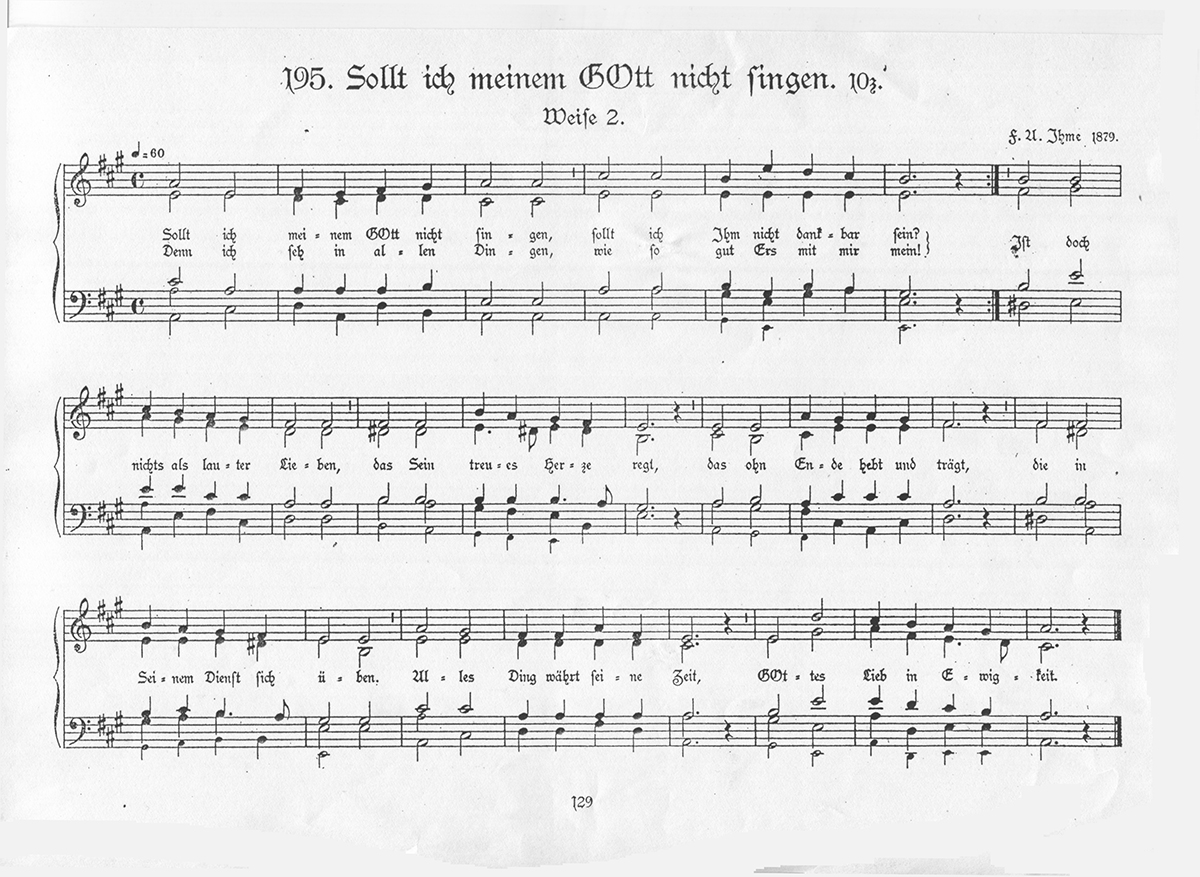
Vierstimmiger Satz zu Ihmes Vertonung von Sollt ich meinem Gott nicht singen?